# 异腺草属
异腺草属（学名：Anisadenia）是亚麻科下的一个属，为多年生草本植物。该属共有2种，分布于喜马拉雅地区。